# NGC 30

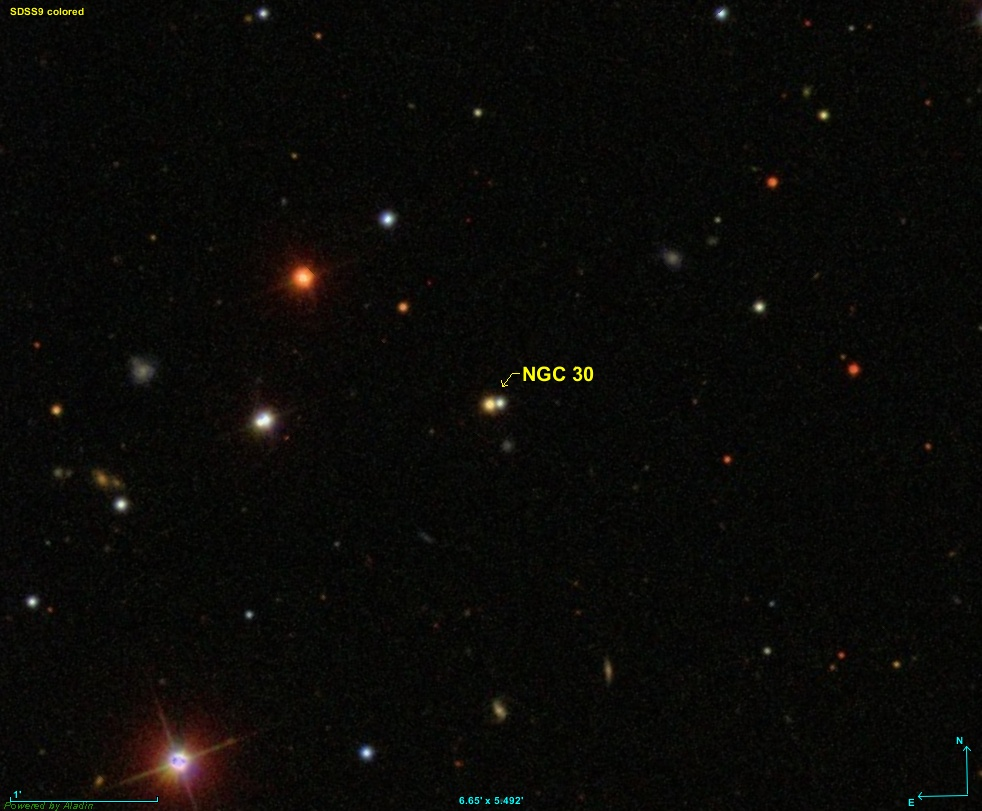
NGC 30

NGC 30 é uma estrela dupla na constelação Pégaso, com uma ascensão reta de 0 horas, 10 minutos e 50.7 segundos e uma declinação de +21º58'37.9'' (época: 2000). A sua magnitude visual é 13.